# Hapoel Gilboa Galil Elyon
El Hapoel Gilboa Galil Elyon, o también conocido como el Hapoel Altshuler Sacham Gilboa Galil, un equipo de baloncesto Israelí que juega en la ciudad de Gan Ner, en la Ligat ha'Al, la primera competición de baloncesto de su país. Disputa sus partidos en el pabellón Gan Ner Sports Hall, con capacidad para 2.700 espectadores.

## Historia
El club surgió de la fusión en 2008 del Hapoel Galil Elyon con el Hapoel Gilboa, ocupando la plaza del primero en la Ligat Winner. En 2009/10 se proclama campeón de Israel. El acuerdo originalmente era para jugar el 70% de los partidos de la liga doméstica en casa del club en Gan Ner y el otro 30% en casa del Hapoel Galil Elyon en Kfar Blum, pero la mayoría de los partidos en casa de la liga nacional se jugaron en Gan Ner.

## Posiciones en Liga
| Temporada | Nivel | Liga        | Pos. | Resultado        | Copa de Israel   | Copa de la Liga  | Competiciones europeas | Competiciones europeas |
| --------- | ----- | ----------- | ---- | ---------------- | ---------------- | ---------------- | ---------------------- | ---------------------- |
| 2008–09   | 1     | Ligat Ha'Al | 5    | Semifinalista    | Cuartos de final | 3ª posición      | 2 Euroliga TR          |                        |
| 2009–10   | 1     | Ligat Ha'Al | 3    | Campeón          | Cuartos de final | Semifinalista    | 2 Euroliga TR          |                        |
| 2010–11   | 1     | Ligat Ha'Al | 2    | Finalista        | Cuartos de final | Cuartos de final | 2 Euroliga TR          |                        |
| 2011–12   | 1     | Ligat Ha'Al | 2    | Cuartos de final | -                | Cuartos de final | Liga Balcánica C       |                        |
| 2012–13   | 1     | Ligat Ha'Al | 7    | Cuartos de final | -                | -                | Liga Balcánica C       |                        |
| 2013–14   | 1     | Ligat Ha'Al | 8    | Cuartos de final | Cuartos de final | -                | Liga Balcánica FN      |                        |
| 2014–15   | 1     | Ligat Ha'Al | 12   | Descenso         | Cuartos de final | -                | -                      |                        |
| 2015–16   | 2     | Liga Leumit | 1    | Ascensocampeón   | -                | -                | -                      |                        |
| 2016–17   | 1     | Ligat Ha'Al | 9    |                  | Octavos de final | Semifinalista    | -                      |                        |
| 2017-18   | 1     | Ligat Ha'Al | 6    |                  | Primera fase     | Semifinalista    | -                      |                        |
| 2018-19   | 1     | Ligat Ha'Al | 10   |                  |                  |                  | -                      |                        |

funte:eurobasket.com

## Palmarés
- Liga de Israel (1): 2009-10
- Subcampeón Liga de Israel (1): 2010-11
- Balkan League (2): 2011-12 y 2012-2013
- Subcampeón Balkan League (1): 2013-14

## Jugadores destacados
| - Yordan Bozov - Teo Čizmić - Drago Pasalić - Andrew Betts - Omri Casspi - Nir Cohen - Lior Eliyahu - Guni Izraeli - Uri Kokia - Ido Kozikaro - Moti Moscovitz - Yehu Orland - Barak Peleg - Moran Roth - Itay Segev - Sharon Shason - Doron Sheffer - Gur Shelef - Anton Shoutvin - Amit Simhon - Dagan Yavzuri - Andrew Kennedy - Tunji Awojobi - Uche Nsonwu-Amadi - Christian Dalmau - Bamba Fall - Saša Bratić - Vukašin Mandic - Chaisson Allen - Adrian Banks | - Brett Beeson - Tavorris Bell - Tyrell Biggs - Brandon Bowman - Kenny Boynton - DeMon Brooks - Wilbert Brown - Brad Buckman - Stanley Burrell - Mike Campbell - Warren Carter - Wayne Chism - Marcus Cousin - Ryvon Covile - Erik Daniels - Marc Davis - Robyn Davis - Dion Dowell - Kyndall Dykes - Courtney Fells - Tony Gaffney - Mike Gibson - Rodney Green - Adam Hall - Wiliam Hatcher - Kenny Hayes - Brandon Hunter - Travis Hyman - Rick Jackson - Steve Jentry | - Kejuan Johnson - Michael Johnson - Ron Johnson - Joseph Jones - Thomas Kelley - Marco Killingsworth - Tony Kitchings - Tony Kitt - Patrick Lee - Charles Lee - Marcus Lewis - Jai Lewis - Steve Logan - Leo Lyons - Jack McClinton - Rich Melzer - Aaron Nixon - Jeremy Pargo - Adrian Pledger - Brian Randle - Brian Roberts (baloncestista) - Gerald Robinson - Rakim Sanders - DeShawn Sims - Bryant Smith - Jamar Smith - Antoine Stockman - Isaiah Swann - Shawn Taggart - Chris Thomas (baloncestista) | - Romeo Travis - Mitchell Watt - Jawad Williams - Jeremiah Wilson - Alex Young - Robert Rothbart - Jan Martín - Elishay Kadir - Alon Stein - Eban Hyams - Oded Brandwein - Yaniv Green - Gal Mekel - Nimrod Tishman - Alex Chubrevich - Anton Kazarnovski - Jonathan Skjoldebrand - Raymond Hinge - Mark Brisker - Flynn Clayman - Stu Douglass - Jermaine Hall - Mark Karver - Sean Munson - Josh Nigut - Derrick Sharp - Jerry Simon - Bobby Wallace - Tony Younger - Dane Diliegro - Aloysius Anagonye |